# Johann Niemann
Johann Niemann (4 de agosto de 1913 – 14 de octubre de 1943) fue un SS-Untersturmführer (segundo lugarteniente) y comandante provisional del campo de exterminio de Sobibor. Perpetró el Holocausto en Sobibor durante la Operación Reinhard.

## Biografía
Niemann se unió al Partido nazi en 1931 con el número 753.836 y se inscribió en las SS en 1934 con el 270.600. Sirvió en el campo de exterminio de Bełżec, con el rango de SS-Oberscharführer, donde comandó el Campo II, el área de exterminio. Luego, fue transferido al campo de exterminio de Sobibor. Fue comandante sustituto de Sobibor en varias ocasiones en 1942, antes de ser nombrado en el cargo de forma permanente a inicios de 1943. Tras la visita de Heinrich Himmler el 12 de febrero de 1943, fue ascendido a Untersturmführer.
Karl Frenzel, también comandante en Sobibor, recordó cómo Niemann trató una amenaza de revuelta de prisioneros en el campo: «Un kapo polaco me dijo que algunos judíos holandeses estaban organizando un escape, información que le comuniqué al comandante sustituto Niemann. Él ordenó que los 72 judíos fueran ejecutados».
El 14 de octubre de 1943 tuvo lugar un levantamiento de prisioneros en Sobibor. Niemann era el oficial de mayor rango de las SS en servicio ese día, por lo que fue la primera persona asesinada por los prisioneros. Durante una cita con el sastre judío del campo para que le probaran una chaqueta de cuero robada a un judío asesinado, Aleksandr Pecherski, un soldado judío del Ejército Rojo que se encontraba encarcelado en Sobibor, le dio un castigo por sus crímenes partiéndole la nuca con un hacha.
En 2020, sus descendientes hicieron público el álbum de fotos de Niemann de la guerra. La colección se conoce como el álbum de los perpetradores de Sobibor.